# Vårmurargeting
Vårmurargeting (Ancistrocerus nigricornis) är en stekelart som först beskrevs av Curtis 1826. Enligt Catalogue of Life ingår vårmurargeting i släktet murargetingar och familjen Eumenidae, men enligt Dyntaxa är tillhörigheten istället släktet murargetingar och familjen getingar. Arten är reproducerande i Sverige. Inga underarter finns listade i Catalogue of Life.